# 猶原恭爾
猶原 恭爾（なおはら きょうじ、1908年（明治41年）4月- 1987年（昭和62年）4月11日 ）は、日本の植物生態学者である。資源科学研究所研究員を経て、山に牛を放牧する酪農である山地酪農を提唱し日本に広めた。岡山県高梁市出身。

## 経歴

### 生い立ち
1908年（明治41年）に岡山県高梁市で出生。その後、旧制岡山県立高梁中学（現：岡山県立高梁高等学校）へ進学を経て、1928年（昭和3年）に鹿児島市にある第七高等学校理科甲類へ進学する。1931年（昭和6年）同校を卒業し、1932年（昭和7年）東北帝国大学理学部生物学教室へ入学する。1935年（昭和10年）3月に同大学を卒業した。

### 研究員として
猶原は大学卒業後、1938年（昭和13年）30歳とき、東京府大泉師範学校の設立時教諭となり、同時期に、企画院の外郭団体として設立された大日本帝国の国策調査・研究を行う機関である東亜研究所に所属する。ここで、中国へ渡り、1940年8月から9月に、黄砂の由来とも成っている『黄土地域に於ける土壌安定植栽に就いて』秘密研究を行っている。この砂漠地帯での研究は、法面（読み：のりめん）の安定植物に対する評価も行っており、土地の保水力・治山力が上がり、減災にも繋がる後の『山地酪農』への礎となった。その後、猶原は1941年（昭和16年）に設立された文部省の資源科学研究所研究員に就任した。これまでの研究で得た草地の土壌安定作用を酪農へ応用する研究を開始。荒川河川敷や堤防の野草地にて治水を兼ねての放牧実践研究をおこなった。
しかしながら、東京青山にあった研究所はアメリカ軍の爆撃を受けて消失。埼玉へ疎開する。このまま日本が第二次世界大戦で敗戦を迎えることになる。終戦後も猶原は埼玉県に在住し、所属していた資源科学研究所は、GHQの指示を受け閣議で廃止が決定される。しかし、文部省などの研究委託により存続。ここで、猶原は『山地酪農』を提唱する。
その後、資源科学研究所は1971年（昭和46年）、国立科学博物館に吸収合併される。猶原はそのまま国立科学博物館植物研究部研究官となり、山地酪農指導に専念することとなる。長らく、山地酪農を取り入れる酪農家は現れなかったが、岡崎正英が猶原の提唱した山地酪農に共感し、実践することになり注目される。
その後も指導に力を入れることになるが、1987年4月11日、心不全のため、埼玉県川越市富士見町の自宅で死去。享年79歳であった。

## 山地酪農の提唱

### 概要
山地酪農（やまちらくのう）とは、植物生態学者である猶原が提唱した酪農の手法で、『山に牛を放牧する酪農』である。この手法は、自然の循環を活用して牛を育て、乳や肉を生産する方法であり、山に自生する草を牛が食べ、その排泄物が肥料となって土に還元され、再び草が育つという循環で成り立っている。山地酪農の基本的な考え方は、自然環境と調和した形で酪農を行い、持続可能な社会を実現することにある。猶原は、山地酪農の実践研究を10年以上行い、放牧による自然の力を最大限に活かす方法を追求した。
山地酪農が選ばれる理由として、まず、広大なフィールドで牛たちが自由に動き回ることができる点があり、これにより、牛はストレスなく生活でき、健康的に成長することが可能となる。次に、牛が食べる草が多種多様であることが重要となる。山に自生するさまざまな草をその日の気分で選んで食べることができるため、栄養バランスが取れた食事が提供される。また、山の多様な地形が牛の足腰を鍛え、体力の向上にも繋がる。さらに、山地酪農は使われていない土地を有効活用することが可能で、里山や放置された山林など、活用されていない土地を開拓することで、地域の再生が可能となる。これにより、自然の保水力や治山力が向上し、減災にも繋がる。また、山地酪農を通じて、食料自給率が向上し、外的な要因による影響を低減することができる。特に、世界的な食料問題や環境問題の解決にも寄与する可能性があり、持続可能な農業を目指す動きの一環として注目されている。

### 牛の飼料
山地酪農において、牛が食べるものは一般的な牧場で与えられる乾牧草や配合飼料（トウモロコシなどの輸入穀物）とは異なり、山に生えている草が主体となる。牛は草食動物であり、緑色の植物を好んで食べるが、針葉樹の葉や毒性のある草、硬い草やトゲトゲした草などは避ける。山地酪農では、こうした多様な草や植物を牛たちが自由に食べることができ、栄養的にも豊かで、自然な環境で育つことができる。また、牛の食事は花や種子、さらには木の葉や実など、非常に多様であるため、牛にとっても健康的な生活環境が提供される。
山地酪農において重要な植物として「ノシバ」が挙げられる。ノシバは日本の在来種で、低い背丈の草であり、山地酪農においては牛が背丈の高い植物を食べることで、ノシバが広がる。ノシバは匍匐茎（ほふくけい）を使って広がるため、草地が壊れにくく、踏まれても生長を続けることが可能となる。また、根を20～30cmほど深くまで張るため、保水力が高く、山地の土壌を守る役割を果たす。このように、ノシバが広がることで、山が安定し、土砂崩れや地表侵食を防ぐことができ、災害に強い山を作り出すことができる。

### 里山の再生
日本の農村部では、シカやクマ、イノシシ、サル等の野生動物による獣害が問題となっている。これらの動物は、かつては人々が管理していた「里山」の中で生きていたが、近年では里山が消失し、山と里が接する場所で獣害が発生している。しかし、山地酪農を行うことによって、里山が再生され、野生動物との共存が可能となる。山地酪農によって、山の一部を開拓して利用することで、里山が再生し、獣害が抑えられる。また近年、台風や大雨による水害が頻発しているが、山地酪農はこうした災害を減らす手段ともなり得る。特に日本の人工林では、戦後の拡大造林政策の影響で多くの針葉樹が植えられ、その管理が行き届かず、土砂崩れなどのリスクを抱えている。山地酪農では、牛が飼育されることによって間伐が進み、草地が広がることで、保水力が回復し、山が安定する。これにより、土砂災害のリスクが低減し、災害に強い山を作ることが可能となる。
山地酪農が行える場所は、日本においては草が生える場所であれば可能であり、特に放置された林や耕作放棄地などを活用することができ、外柵を設置すれば牛たちがその土地を開拓する。これにより、山地酪農が行われる地域が広がり、持続可能な酪農が進むことが期待されている。日本の国土の約66.3%が山林であり、これらの山林の一部を山地酪農に転換することで、乳牛の飼育が可能となる。実際、日本の乳牛約132万頭を全て山地酪農で飼育するためには、森林面積の9.4%を転換すれば足りるという試算もある。